# Lago Bonillita
O Lago Bonillita (em castelhano:  Laguna Bonillita) é um lago de água doce na província de Limón, na Costa Rica.

## Aspectos físicos
O Lago Bonillita é originário de deslizamentos de terra.

## Área de conversação
O Pantanal Lacustre Bonilla-Bonillita criado em 1994 é composto por este lago, o lago Lancaster Arriba, o lago Lancaster Abajo e o lago Bonilla e seus arredores.